# Globe Theatre
 Der er for få eller ingen kildehenvisninger i denne artikel, hvilket er et problem. Du kan hjælpe ved at angive troværdige kilder til de påstande, som fremføres i artiklen.

Globe Theatre var et teater i London, hvor flere af William Shakespeares skuespil blev uropført. Teateret blev opført i 1599, men brændte ned den 29. juni 1613. Det havde plads til 2000 gæster i to etager. Scenen var under åben himmel.
Teateret blev genopbygget og stod færdig i juni 1614, men lukkede i 1642. Et rekonstrueret teater åbnede i 1997 og benyttes i dag til opførelse primært af Shakespeares skuespil.
Teateret ligger syd for Themsen i samme område som flere af de andre berømte teatre fra 1600-tallet.